# RAPEX
Wspólnotowy System Szybkiej Informacji (RAPEX) – stworzony w 1984 system, działający na obszarze Jednolitego Rynku Unii Europejskiej, którego celem jest szybka wymiana informacji między Komisją Europejską a państwami członkowskimi UE na temat produktów nieżywnościowych mogących stanowić zagrożenie dla konsumentów, a także na temat środków podjętych przez poszczególne państwa wspólnoty, mających na celu wyeliminowanie zagrożenia dla konsumentów przez ograniczenie lub zakaz wprowadzania danego produktu na rynek. Wymiana informacji następuje za pośrednictwem Narodowych Punktów Kontaktowych (ang. National Contact Points).
Podstawę prawną funkcjonowania systemu stanowi Dyrektywa 2001/95/WE Parlamentu Europejskiego i Rady z 3 grudnia 2001 r. w sprawie ogólnego bezpieczeństwa produktów.
Rejestr systemu RAPEX nie obejmuje informacji dotyczących środków farmaceutycznych, wyrobów medycznych, pasz oraz żywności (dla ostatniej z tych kategorii istnieje osobny system – RASFF).